# 深圳机场站
深圳机场站是穗深城际铁路的地下站，位于深圳宝安国际机场T3航站区的地面交通中心西侧地下，于2019年12月15日启用。

## 车站结构
本站为地下二层岛式车站。

### 车站楼层
| 地面     | 出入口   | 深圳宝安国际机场                                                      |  |  |
| 地下一层 | 站厅层   | 售票处、安检设施、检票口、候车区 通道前往宝安机场T3航站楼、地铁机场站 |  |  |
| 地下二层 | 2站台    | 穗深城际 终点站台                                                     |  |  |
|          | 岛式站台 |                                                                       |  |  |
|          | 1站台    | 穗深城际 新塘南方向（下站：深圳机场北）                               |  |  |

### 站线配置
本站为一岛两线式车站。南侧设有一组交叉渡线及双存车线，用于所有列车的站后折返。

### 出入口
深圳机场站设有五个出入口，现时开放三个供乘客进出。
|                                           |      |      |                          |                                                          |
| 编号                                      | 设施 | 照片 | 出口指示                 | 建议前往的目的地                                         |
| A                                         |      |      | 领航五路                 | 空港七道                                                 |
| B                                         |      |      | 领航五路                 | 空港八道、机场P2/P3停车场 公交：机场地面交通中心西平台站 |
| C1                                        |      |      |                          | （未启用）                                               |
| C2                                        |      |      |                          | （未启用）                                               |
| C3                                        |      |      | 宝安国际机场地面交通中心 | 深圳宝安国际机场T3航站楼 地铁：机场站                    |
| 註： 設有 \| 設有 \| 設有 \| 設有扶手電梯 |      |      |                          |                                                          |

## 历史
穗莞深城际规划初期，便计划在宝安机场设接驳T1、T2航站楼及地铁1号线的机场东站。2012年，根据深圳方面需求，穗莞深城际终点改为接驳T3航站楼的深圳机场站。
2019年12月15日，本站随穗深城际开通而运营。

## 接驳交通
本站C3出入口与机场地面交通中心设有地下通道连接，经由该通道可前往地铁机场站、公交GTC站和机场新航站楼站、长途汽车站。B出口亦可通往机场地面交通中心西平台公交站。
值得一提的是，来往本站与地铁11号线机场站的距离长约300米，故如需在两线间换乘而非前往机场，便捷性不如紧邻地铁站的深圳机场北站。